# Z39.50
Z39.50 és un protocol estàndard internacional de tipus client-servidor, que facilita la interconnexió entre sistemes informàtics. Fa possible la comunicació entre sistemes que utilitzen diferent hardware i software permetent realitzar cerques i recuperar, ordenar i exportar informació de bases de dades remotes a través d'una mateixa interfície. És utilitzat principalment per biblioteques i centres de documentació. Està definit per la norma ANSI/NISO Z39.50 i la norma ISO 23950.
El protocol Z39.50 s'utilitza de manera habitual en els sistemes integrats de biblioteques que permeten fer cerques pel préstec de material bibliogràfic sense la necessitat que l'usuari conegui la sintaxi de cerca en cada un dels sistemes.

## Història
El treball sobre el protocol Z39.50 va començar a la dècada de 1970 i no es va publicar la primera versió fins al 1988 gràcies al treball de la Biblioteca del Congrés dels EUA. Després d'aquesta versió se n'han publicat tres més els anys 1992, 1995 i 2003.

## Sintaxi de cerca
El protocol permet la cerca, la recuperació, la ordenació i la navegació. Les consultes de cerca contenen diversos atributs com el títol, el títol relacionat, l'ISBN, l'ISSN, la matèria, la data, l'idioma, la institució, el lloc de publicació, un resum, l'autor o l'editor. En la pràctica, hi ha una limitació funcional causada per les desigualtats entre desenvolupadors i proveïdors comercials. La sintaxi del Z39.50 s'extreu de l'estructura subjacent de la base de dades. Si es realitza una cerca, per exemple per autor, utilitzant X atribut, el servidor ha de determinar com s'assigna aquesta cerca als índexs que conté. Això permet realitzar cerques sense saber res de la base de dades objectiu. Però té l'inconvenient que els resultats de la cerca poder diferir molt entre un servidor i un altre.

## Informació de tallafocs
Els ports habituals de treball del protocol Z39.50 és el 210, tot i que també s'utilitzen el 2100, 2200, 2210, 2213, 3520.